# Tel Qashish
Tel Qashish (hebreiska: תל קשיש) är en höjd i Israel.   Den ligger i distriktet Norra distriktet, i den norra delen av landet. Toppen på Tel Qashish är 40 meter över havet.
Terrängen runt Tel Qashish är kuperad västerut, men österut är den platt. Runt Tel Qashish är det ganska tätbefolkat, med 80 invånare per kvadratkilometer. Närmaste större samhälle är Haifa, 18,6 km nordväst om Tel Qashish. Trakten runt Tel Qashish består till största delen av jordbruksmark.